# 밀워키 카운티 스타디움
밀워키 카운티 스타디움(Milwaukee County Stadium)은 미국 위스콘신주 밀워키에 위치한 야구장이다. 과거 MLB 시카고 화이트삭스(제2홈구장), 밀워키 브레이브스, 밀워키 브루어스와 NFL 그린베이 패커스(제2홈구장)의 홈구장으로 사용했다.
| 메이저 리그 베이스볼 올스타전 개최 경기장 |                               |                   |
| 1954년                                    | 1955년 밀워키 카운티 스타디움 | 1956년            |
| 클리블랜드 스타디움                       | 1955년 밀워키 카운티 스타디움 | 그리피스 스타디움 |
|                                           |                               |                   |
|                                           |                               |                   |

| 메이저 리그 베이스볼 올스타전 개최 경기장 |                               |                   |
| 1974년                                    | 1975년 밀워키 카운티 스타디움 | 1976년            |
| 스리 리버스 스타디움                      | 1975년 밀워키 카운티 스타디움 | 베테랑스 스타디움 |
|                                           |                               |                   |
|                                           |                               |                   |